# Семенченко, Кузьма Александрович
Кузьма Александрович Семенченко (3 июля 1896 года, село Мартыновка, Борзнянский уезд, Черниговская губерния — 5 сентября 1965 года, Тбилиси) — советский военный деятель, генерал-майор танковых войск (4 июня 1940 года). Герой Советского Союза (22 июля 1941 года).

## Начальная биография
Кузьма Александрович Семенченко родился 3 июля 1896 года в селе Мартыновка, ныне Ичнянского района Черниговской области в крестьянской семье.
Окончил 7 классов школы.

## Военная служба

### Первая мировая и гражданская войны
В августе 1915 года призван в ряды Русской императорской армии и направлен рядовым в 19-й Сибирский запасной полк, дислоцированный в Омске, где закончил полковую команду.
В мае 1916 года младшим унтер-офицером направлен в Камчатский 44-й пехотный полк в составе 11-й пехотной дивизии (Западный фронт), дислоцированный в районе г. Барановичи.
В декабре 1916 года направлен в учебную команду траншейных орудий при 5-й армии, после окончания которой в январе 1917 года вернулся в полк, где был назначен на должность командира взвода и принимал участие в боевых действиях на Западном фронте. В ноябре 1917 года демобилизовался из рядов армии в чине унтер-офицера из рядов армии и вслед за своими родителями переселился в село Успенка ныне Павлодарской области Казахстана.
В феврале 1918 года вступил в Павлодарский отряд Красной Гвардии, в составе которого принимал участие в боевых действиях против вооружёнными банд. В апреле того же года вернулся в своё село.
В декабре 1919 года красноармейцем вступил в Славгородский партизанский отряд, действовавший на Алтае, где вскоре был избран командиром роты. В феврале 1920 года направлен на учёбу на 4-е пехотные курсы комсостава, дислоцированные в Барнауле, после окончания которых в ноябре того же года был назначен на должность командира взвода в составе 47-го Сибирского запасного полка в Томске. В том же году вступил в ряды РКП(б).

### Межвоенное время
В марте 1921 года направлен на учёбу на 8-е повторные курсы в Омске, после окончания которых в июне того же года направлен в 9-ю пехотную школу в Иркутске, где служил на должностях командира взвода и начальника хозяйства школы. В августе 1925 года Семенченко там же окончил курсы командного состава повторные курсы в Иркутске, после чего был направлен в Омскую пехотную школу, где был назначен на должность курсового командира.
В августе 1930 года назначен на должность командира пулемётной роты 34-го Сибирского стрелкового полка, а в октябре — на должность курсового командира Орджоникидзевской пехотной школы, однако уже в ноябре того же года был переведён в 37-й стрелковый полк (Северо-Кавказский военный округ), где служил на должностях помощника командира и командира батальона.
В мае 1932 года направлен на учёбу на Ленинградские бронетанковые курсы, после окончания которых в октябре назначен на должность командира и комиссара отдельного танкового батальона в составе 4-й Туркестанской стрелковой дивизии (Ленинградский военный округ).
В феврале 1936 года Семенченко направлен на учёбу на академические курсы тактико-технического усовершенствования при Военной академии механизации и моторизации в Москве, после окончания которых в январе 1937 года был назначен на должность командира танкового батальона в составе 72-й стрелковой дивизии (Киевский военный округ), в апреле 1938 года — на должность командира 22-й механизированной бригады, дислоцированной в Староконстантинове, а летом — на должность командира 26-й легкотанковой бригады (Винницкая армейская группа, Киевский военный округ), дислоцированной в Виннице. В сентябре 1939 года принимал участие в походе РККА на Западную Украину.
В ноябре 1940 года назначен на должность командира 19-й танковой дивизии в составе 9-го механизированного корпуса (с весны 1941 года — 22-го механизированного корпуса).

### Великая Отечественная война
С началом войны находился на прежней должности.
В ночь с 22 на 23 июня дивизия под командованием К. А. Семенченко совершила 50-километровый рейд в район Луцка, в результате которого понесла потери в результате ударов авиации и технических причин: из 163 танков, находящихся в расположении дивизии, было потеряно 118. В ночь на 24 июня была предпринята попытка остановить врага. Имея в составе всего 45 лёгких танков «Т-26» дивизия атаковала 14-ю танковую дивизию противника в районе сёл Войница и Александрия, в результате чего погиб командир корпуса С. М. Кондрусев, К. А. Семенченко получил ранение, а дивизия отступила к Ровно.
1 июля 19-я танковая дивизия принимала участие в нанесении контрудара в дубнинском направлении, однако в результате нанесённого 2 июля флангового удара дивизии СС «Адольф Гитлер» попала в окружение, из которого вышла в этот же день.
С 10 по 14 июля дивизия под командованием Семенченко вела боевые действия против 113-й пехотной и 25-й моторизованной дивизий на Новоград-Волынском направлении.
Указом Президиума Верховного Совета СССР от 22 июля 1941 года за «образцовое выполнение боевых заданий командования на фронте борьбы с германским фашизмом и проявленные при этом отвагу и геройство» генерал-майору танковых войск Кузьме Александровичу Семенченко присвоено звание Героя Советского Союза с вручением ордена Ленина и медали «Золотая Звезда» (№ 514).
В начале августа 19-я танковая дивизия вела боевые действия в районе Коростеньского укреплённого района, однако вследствие потери всех танков в сентябре была расформирована.
22 октября назначен на должность начальника автобронетанковых войск 10-й армии, которая вскоре принимала участие в боевых действиях в ходе битвы за Москву.
19 апреля 1942 года Семенченко назначен на должность командира 5-го танкового корпуса, принимавшего участие в ходе Ржевско-Сычевской наступательной операции.
С декабря находился в распоряжении командующего Западным фронтом и в январе 1943 года назначен на должность командующего Костеревским военным танковым лагерем.
В сентябре 1944 года направлен на учёбу в Высшую военную академию имени К. Е. Ворошилова, после окончания которой с марта 1945 года находился в распоряжении командующего бронетанковыми и механизированными войсками Красной Армии, а затем 2-го Прибалтийского фронта.

### Послевоенная карьера
В октябре 1945 года назначен на должность командующего бронетанковыми и механизированными войсками Ленинградского военного округа, а в июне 1946 года — на должность заместителя командующего бронетанковыми и механизированными войсками Закавказского военного округа.
3 октября 1946 года попал в автомобильную катастрофу на территории Армянской ССР и в марте 1947 года вышел в запас.
Жил Тбилиси, где работал лектором Дома офицеров Закавказского военного округа, а с 1953 года — председателем колхоза в Грузинской ССР.
В 1956 году вышел на пенсию по болезни. Умер в Тбилиси 5 сентября 1965 года.

## Награды
- Медаль «Золотая Звезда» Героя Советского Союза № 514 (22.07.1941);
- Два ордена Ленина (22.07.1941; 21.02.1945[5]);
- Орден Красного Знамени (03.11.44[5]);
- Орден Отечественной войны 1-й степени (15.12.1943);
- Медали.

## Воинские звания
- Майор (1936 год);
- Полковник (22 марта 1938 года);
- Комбриг (4 ноября 1939 года)[3];
- Генерал-майор танковых войск (4 июня 1940 года[2]).

## Память
- На могиле установлен надгробный памятник.
- Имя воина увековечено в Главном Храме Вооружённых сил России, и навсегда запечатлено на мемориале «Дорога памяти» [6]
- В честь К. А. Семенченко названы улицы на его родине и в Павлодаре.
- В селе Успенка (Павлодарская область, Казахстан) установлена мемориальная доска.